# シトラール
シトラール (citral) とはモノテルペンのうち、ひと組のシス-トランス異性体であるゲラニアール (geranial) とネラール (neral) を合わせて指す呼称。ゲラニアールが E体で、ネラールが Z体。別名をレモナール (lemonal)、IUPAC命名法は 3,7-ジメチル-2,6-オクタジエナール と表され、アルデヒド基 (-CHO)を持つ。消防法に定める第4類危険物 第3石油類に該当する。

ゲラニアール, trans(E)体
ネラール, cis(Z)体

シトラールはレモングラスやその同属種から採れる精油の主成分である。バーベナ、レモンマートル、レモン、オレンジにも含まれる。
ゲラニアールは強いレモン臭を持つ。ネラールのレモン臭はやや弱いが、甘みがある。それらの香りのため、清涼感を与える香料として香水や香味料、レモン油の強化剤などに用いられる。
合成化学的には、ビタミンA、ヨノン、メチルヨノンの原料となる。